# Cornering (Wirtschaft)
Der Begriff Cornering eines Marktes bezeichnet im ökonomischen Sinn das Erlangen weitgehender Kontrolle über eine Ware oder ein Wertpapier, ohne jedoch ein Monopol zu erreichen. Dadurch ist es möglich, den Preis zu bestimmen. Bekannte Beispiele sind Microsoft (Desktopbetriebssysteme) oder Wal-Mart (Supermärkte in den USA).
Um einen Markt zu „cornern“, gibt es verschiedene Strategien. Die verbreitetste ist, einen großen Prozentsatz einer angebotenen Ware einer Marktnische aufzukaufen und zu horten. Mit dem Aufkommen des Futures-Handels ergab sich die Möglichkeit, eine große Anzahl von Futures einer Ware aufzukaufen und sie, nachdem sich der Preis aufgrund der Knappheit erhöht hat, abzustoßen.
Unter Umständen kann das „Cornern“ eine Form der Marktmanipulation darstellen; im Falle des Wertpapier-„Cornerns“ wäre dies in Deutschland gemäß Artikel 15 der Marktmissbrauchsverordnung verboten und nach § 120 Abs. 2 Nr. 3 und Abs. 15 Nr. 2 sowie § 119 Abs. 1 des WpHG zu sanktionieren. Die Marktmissbrauchsverordnung definiert Marktmanipulation in ihrem Artikel 12.
Voraussetzungen für den möglichen Erfolg des „Cornerns“ sind ein relativ enger Markt, erhebliche Finanzmittel und eine Warengruppe mit geringen Möglichkeiten der Substitution durch andere Produkte. In der Geschichte ist eine Reihe von Versuchen des finanziellen „Cornerns“ überliefert. Die meisten scheiterten. Erfolgreicher verlaufen „Cornering“-Versuche, die darauf abzielen, einen möglichst großen Marktanteil und damit eine marktbeherrschende Stellung zu erlangen. Beispiele sind Microsoft oder IBM.

## Beispiele
Der wohl bekannteste Versuch, einen Markt zu cornern, war die Silberspekulation der Brüder Hunt. Ab Mitte der 1970er Jahre kauften die Hunts und ihre Partner circa 150 Millionen Unzen (ca. 5.000 Tonnen) physisches Silber sowie ca. 200 Millionen Unzen Silber an der Warenterminbörse COMEX in New York. Der Silberpreis wurde hierdurch von zwei auf fünfzig US-Dollar je Unze getrieben, bis die Spekulation 1980 zusammenbrach. Der Preis normalisierte sich kurzfristig; die Gebrüder Hunt gingen bankrott.